# Vindegga
Vindegga är en bergstopp i Antarktis. Den ligger i Östantarktis. Norge gör anspråk på området. Toppen på Vindegga är 1 876 meter över havet.
Terrängen runt Vindegga är platt åt nordväst, men åt sydost är den kuperad. Trakten är glest befolkad. Närmaste befolkade plats är Borga forskningsstation, 1,7 kilometer söder om Vindegga.